# Duelo de pasiones (1968)
Duelo de pasiones é uma telenovela mexicana, produzida pela Televisa e exibida em 1968 pelo Telesistema Mexicano.

## Elenco
- María Elena Marqués
- Eric del Castillo
- Anita Blanch
- Silvia Fournier